# Asana (programari)
Asana és una eina web i aplicació mòbil dissenyades per ajudar a les persones i equips de treball a organitzar, fer seguiment, i gestionar la seva feina. És desenvolupat per l'empresa del mateix nom. (Asana, Inc.). Es basa en els mètodes de treball col·laboratiu anomenats àgils.
Va ser fundada el 2008 pel cofundador de Facebook, Dustin Moskovitz, i l'enginyer exGoogle i exFacebook, Justin Rosenstein, que van treballar en la millora de la productivitat dels empleats de Facebook. El producte es va llançar comercialment a l'abril de 2012. Al desembre de 2018, l'empresa tenia un valor de 1.500 milions de dòlars.

## Història
Moskovitz i Rosenstein van deixar Facebook el 2008 per iniciar Asana (el nom del qual ve d'una paraula sànscrita que significa "positura de ioga"), que es va llançar oficialment de franc en versió beta el novembre del 2011 i comercialment a l'abril del 2012.
Al setembre de 2018, Asana va anunciar que havia arribat als 50.000 usuaris de pagament i una taxa de creixement del 90% anual.

## Producte
Asana és un programari com a servei dissenyat per millorar la col·laboració en equips i la gestió del treball. Ajuda els equips a gestionar projectes i tasques en una sola eina. Els equips poden crear projectes, assignar treballs a companys d'equip, especificar terminis i comunicar-se sobre tasques directament a Asana. També inclou eines d'informes, fitxers adjunts de fitxers, calendaris i molt més.
Al maig de 2013, Asana va llançar Organizations, una manera d'utilitzar Asana per a empreses de totes les mides, amb eines d'informes per ajudar els equips a controlar el progrés del projecte i eines d'administració de tecnologies de la informació.
El 2014, Asana va llançar la visualització en calendari per a projectes i tasques, la seva aplicació nativa per a iOS, i els escriptoris de resum introductoris.
El gener de 2015, Asana va llançar la seva aplicació nativa per a Android. Més tard aquell mateix any, la companyia va afegir la funcionalitat de les converses d'equip. Al setembre de 2015, Asana va presentar una marca i una aplicació completament redissenyades.
El 2016, Asana va afegir funcions d'administrador que inclouen la gestió de membres, gestió d'equips, i controls de contrasenya i seguretat. A continuació, es van afegir actualitzacions d'estat perquè els equips poguessin comunicar l'estat d'un projecte als grups d'interès, i les dependències entre tasques tot seguit el juliol de 2016. Al setembre de 2016, la companyia va llançar camps personalitzats, "una interfície i una arquitectura que us permetran adaptar la gestió de la informació d'Asana per cobrir una varietat de camps de dades estructurats". Pocs mesos després, Asana va llançar Boards perquè els equips poguessin organitzar i visualitzar els seus projectes en columnes. The Verge va informar que, "en integrar llistes i taulers en un sol producte, Asana potser hauria passat per davant dels seus competidors". La companyia també va llançar plantilles de projectes preconfigurats.
El març de 2017, Asana va anunciar la seva integració amb Microsoft Teams, seguida del llançament de plantilles de projecte personalitzades al juny. Al principi de la tardor de 2017, es va llançar la integració amb Gmail i els comentaris individuals de projectes. Aquell novembre, Asana va llançar la seva aplicació en francès i alemany.
A principis de 2018, Asana va llançar un nou importador CSV per tal que els equips poguessin pujar les seves dades a l'aplicació. El febrer de 2018, l'aplicació es va llançar en castellà i portuguès. El març de 2018, Asana va anunciar una nova funció interactiva anomenada Timeline, que les empreses poden utilitzar per visualitzar i fer seguiment dels seus projectes en una línia de temps.

## API i integracions
L'abril de 2012, Asana va llançar la seva API a desenvolupadors de tercers. L'API oberta d'Asana proporciona un mitjà per llegir informació a Asana per a programació, introduir informació a Asana i crear-hi automatitzacions. Això permet als usuaris o desenvolupadors de tercers construir a la plataforma Asana i personalitzar-la de la manera específica de treballar dels seus equips. Els casos d'ús habituals inclouen l'automatització de tasques repetitives, l'encadenament de processos, l'automatització d'informes sobre tasques i projectes i la sincronització amb bases de dades o altres eines.
L'API Asana és una interfície RESTful, que permet als usuaris actualitzar i accedir a gran part de les seves dades a la plataforma. Proporciona URL predectibles per accedir als recursos i utilitza funcions HTTP integrades per rebre ordres i retornar respostes. Això facilita la comunicació amb una àmplia varietat d'entorns, des de les utilitats de línia d'ordres fins als connectors del navegador fins a les aplicacions natives.
Asana té integracions amb altres eines de programari com a servei, entre les quals Gmail, Slack, Microsoft Outlook, Dropbox, Box, Google Drive, Zapier, IFTTT, Wufoo, JotForm, Okta, OneLogin, Harvest, Instagantt i Zendesk, així com amb altres gestors de tasques i projectes com Trello, Zoho i Jira.

## Rebuda al mercat
Asana va rebre un 4,5 sobre 5 de PC Magazine (13 d'octubre de 2017), que la va anomenar Editors' Choice i la va definir com "una de les millors aplicacions de col·laboració i productivitat per a equips". L'article remarca el "disseny ben pensat d'Asana, elements interactius fluids i una valuosa assignació de membres".